# دانيال نورمان
دانيال نورمان هو راكب الكنو كندي، ولد في 29 سبتمبر 1964 في تورونتو في كندا.

## وصلات خارجية
- دانيال نورمان على موقع أوليمبيديا (الإنجليزية)